# Рок-Гілл (Нью-Йорк)
Рок-Гілл (англ. Rock Hill) — переписна місцевість (CDP) в США, в окрузі Салліван штату Нью-Йорк. Населення — 2369 осіб (2020).

## Географія
Рок-Гілл розташований за координатами 41°36′31″ пн. ш. 74°35′4″ зх. д. / 41.60861° пн. ш. 74.58444° зх. д. (41.608746, -74.584322).  За даними Бюро перепису населення США в 2010 році переписна місцевість мала площу 11,92 км², з яких 9,47 км² — суходіл та 2,45 км² — водойми.

## Демографія
Згідно з переписом 2010 року, у переписній місцевості мешкали 1742 особи в 688 домогосподарствах у складі 505 родин. Густота населення становила 146 осіб/км².  Було 1258 помешкань (106/км²).
Расовий склад населення:
| - 81,1 % — білих - 9,4 % — чорних або афроамериканців - 4,9 % — азіатів - 0,5 % — корінних американців - 2,1 % — осіб інших рас |

До двох чи більше рас належало 2,0 %. Частка іспаномовних становила 12,4 % від усіх жителів.
За віковим діапазоном населення розподілялося таким чином: 23,9 % — особи молодші 18 років, 60,4 % — особи у віці 18—64 років, 15,7 % — особи у віці 65 років та старші. Медіана віку мешканця становила 43,0 року. На 100 осіб жіночої статі у переписній місцевості припадало 97,7 чоловіків;  на 100 жінок у віці від 18 років та старших — 93,4 чоловіків також старших 18 років.
Середній дохід на одне домашнє господарство  становив 102 446 доларів США (медіана — 91 786), а середній дохід на одну сім'ю — 115 747 доларів (медіана — 103 269). За межею бідності перебувало 4,2 % осіб, у тому числі 9,2 % дітей у віці до 18 років та 0,0 % осіб у віці 65 років та старших.
Цивільне працевлаштоване населення становило 701 особа. Основні галузі зайнятості: роздрібна торгівля — 31,0 %, освіта, охорона здоров'я та соціальна допомога — 28,2 %, публічна адміністрація — 10,6 %, транспорт — 9,1 %.